# Sua Alteza Exaltada

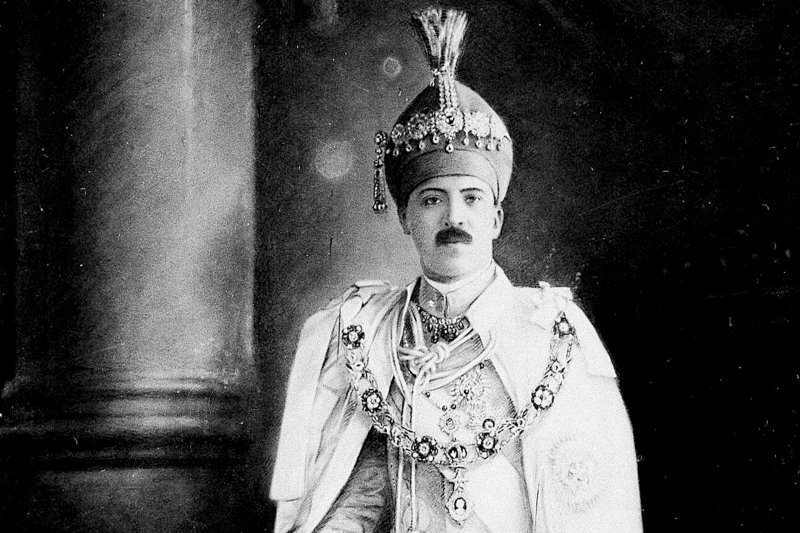
Uma foto do Nizam de Hyderabad

Sua Alteza Exaltada (SAE) foi um tratamento usado pelo soberano do Estado de Hyderabad conferido pelo governo britânico a Nizam-ul-Mulk of Hyderabad mais conhecido como Nizam de Hyderabad. O tratamento foi abolido com a Independência da Índia.